# Leif Ekedahl
Leif Ekedahl (* um 1930) ist ein schwedischer Badmintonspieler.

## Karriere
Leif Ekedahl gewann 1954 seinen ersten nationalen Titel in Schweden, drei weitere folgten bis 1961. International siegte er unter anderem bei den Swedish Open und den Norwegian International.

## Sportliche Erfolge
| Saison    | Veranstaltung                 | Disziplin    | Platz | Name                         |
| --------- | ----------------------------- | ------------ | ----- | ---------------------------- |
| 1953/1954 | Schweden: Einzelmeisterschaft | Herreneinzel | 1     | Leif Ekedahl (Göteborgs BK)  |
| 1954/1955 | Schweden: Einzelmeisterschaft | Herreneinzel | 1     | Leif Ekedahl (Göteborgs BK)  |
| 1955/1956 | Schweden: Einzelmeisterschaft | Herreneinzel | 1     | Leif Ekedahl (Göteborgs BK)  |
| 1956      | Swedish Open                  | Herreneinzel | 1     | Leif Ekedahl                 |
| 1960/1961 | Schweden: Einzelmeisterschaft | Herreneinzel | 1     | Leif Ekedahl (Göteborgs BK)  |
| 1961      | Norwegian International       | Herreneinzel | 1     | Leif Ekedahl                 |
| 1961      | Norwegian International       | Herrendoppel | 1     | Leif Ekadahl / Kurt Johnsson |
| 1961      | Swedish Open                  | Herreneinzel | 1     | Leif Ekedahl                 |

## Referenzen
- http://iof1.idrottonline.se/SvenskaBadmintonforbundet/Forbundet/Statistik/Seniorer/SvenskaMasterskapsenior/

| Personendaten    | Personendaten                 |
| ---------------- | ----------------------------- |
| NAME             | Ekedahl, Leif                 |
| KURZBESCHREIBUNG | schwedischer Badmintonspieler |
| GEBURTSDATUM     | um 1930                       |